# Ponte Rainha Elizabeth II
A Ponte Rainha Elizabeth II é uma ponte estaiada que cruza o rio Tâmisa no sudeste da Inglaterra. Foi inaugurada em 1991 pela rainha Elizabeth II se tornando a maior ponte estaiada do Reino Unido até 1996, quando foi inaugurada a Segunda Ponte do Severn. É a primeira ponte a atravessar o Tâmisa a leste de Londres, porque o tráfego intenso de navios no Tâmisa levou o Governo do Reino Unido a permitir somente a construção de túneis em vez de pontes na região. 

## Construção

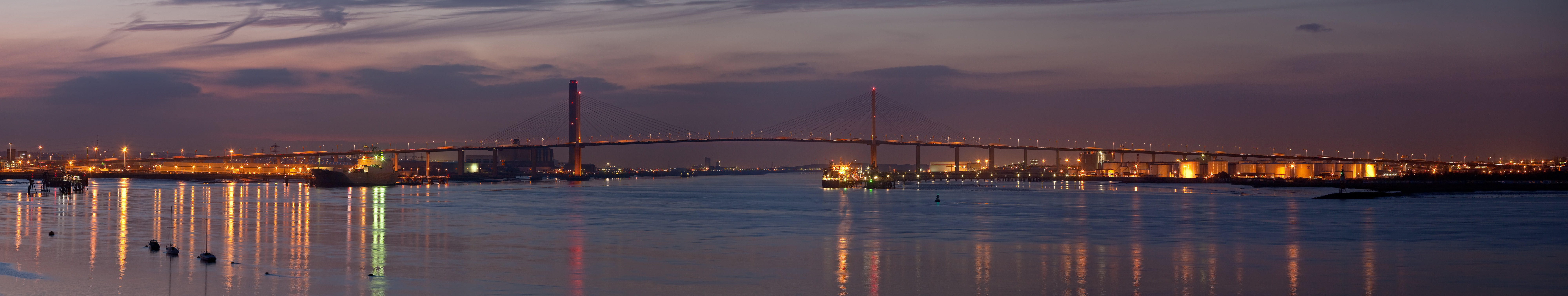
A ponte em 2009.

O projeto de construção da ponte foi financiado por um consórcio privado e autorizado pelo Parlamento em 1988. As obras foram iniciadas em agosto do mesmo ano e concluídas em junho de 1991. A ponte foi projetada pelo engenheiro civil alemão Helmut Homberg, sendo seu último projeto. O custo total foi de 120 milhões de libras.

## Curiosidades
- A Ponte Elizabeth II é a primeira ponte a atravessar o rio Tâmisa a leste de Londres, porque o tráfego intenso de navios no Tâmisa levou o Governo do Reino Unido a permitir somente a construção de túneis em vez de pontes na região.

- O engenheiro responsável pelo projeto da ponte morreu em Julho de 1991, um mês depois da conclusão da obra.

- Espera-se que a ponte tenha uma duração média de 120 anos.